# Galium hupehense
Galium hupehense là một loài thực vật có hoa trong họ Thiến thảo. Loài này được Pamp. mô tả khoa học đầu tiên năm 1910.